# Laidatxu
La playa Laidatxu situada en el municipio vizcaíno de Mundaca, País Vasco (España), es una playa con arena oscura.
Enfrente de la playa se puede observar la playa de Laida.

## Área
- Bajamar: 5.600 m²
- Pleamar: 1.800 m²